# Tara Pratt
Pour les articles homonymes, voir Pratt.
Tara Pratt, née à Edmonton dans la province de l'Alberta au Canada, est une actrice canadienne.

## Filmographie
- 2004 : Reroute : Gail
- 2007 : Ingvar's Misfortune (court métrage) : Lilla
- 2007 : Food for the Gods (court métrage) : doctoresse Denise Hanson
- 2008 : The Stall II (court métrage) : Marissa
- 2009 : The Red Rooster : Jules
- 2011 : Time Slip (court métrage) : Julie
- 2012 : Ambrosia : la conseillère
- 2013 : God Only Knows
- 2013 : Fringe (série télévisée)
- 2013 : Emily Owens M.D. (série télévisée) : l'infirmière NICU
- 2013 : Royal Bitch (court métrage) : la détective
- 2014 : Madman's Gold (court métrage) : Adda / Amanda
- 2014 : Aeternus (court métrage) : Haige
- 2014 : Land of the Sun (court métrage) : Kate
- 2014 : Supernatural (série télévisée) : Kim
- 2014 : Here for Scarlett : Dana
- 2015 : Stricken (série télévisée) : Julia
- 2015 : No Men Beyond This Point : Terra Granger
- 2015 : Silk (série télévisée) : Ostara
- 2015 : Wayward Pines (série télévisée) : la femme du barman
- 2011-2015 : Standard Action (série télévisée) : capitaine Wendy
- 2016 : Blood Cabin (court métrage) : la fille morte
- 2019 :   Alien:Ore de Kailey Spear et Sam Spear (court métrage) : Hanks